# Elachista heinemanni
Elachista heinemanni is een vlinder uit de familie grasmineermotten (Elachistidae). De wetenschappelijke naam is voor het eerst geldig gepubliceerd in 1866 door Frey.
De soort komt voor in Europa.